# 패트리시아 블레어

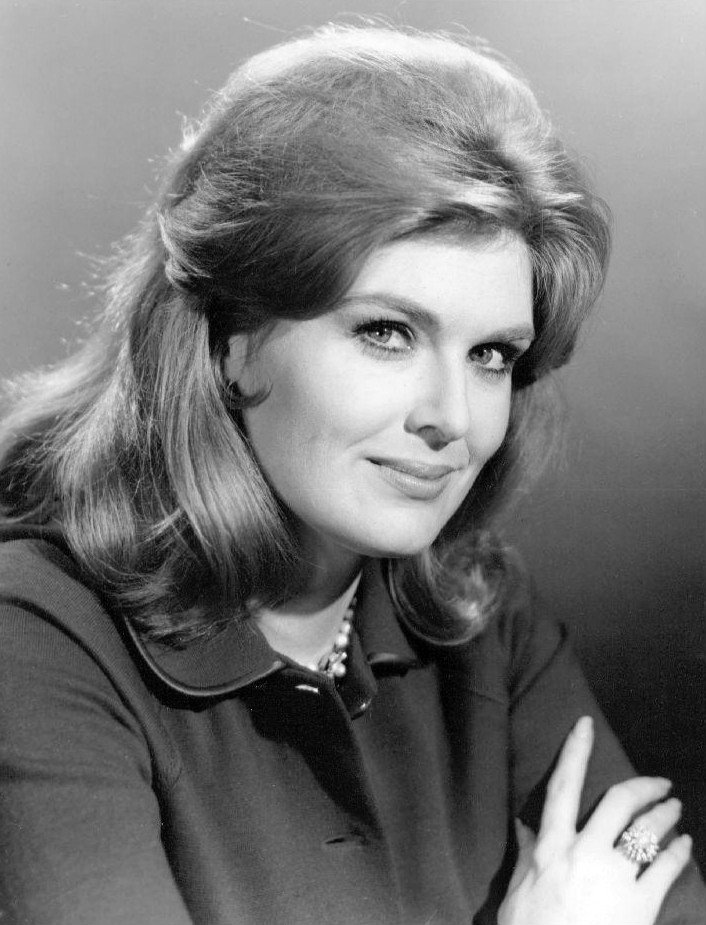

패트리시아 블레어(Patricia Blair, 1931년 1월 15일 ~ 2013년 9월 9일)는 미국의 배우, 텔레비전 배우, 영화배우이다.
포트워스에서 태어났다.